# Valde Hirvikanta
Valde Hirvikanta, ursprungligen Gustaf Waldemar von Hellens, född den 17 mars 1863 i Åbo, död där den 2 oktober 1911, var en finländsk ämbetsman, son till Theodor von Hellens, bror till Oskar och Albert von Hellens.
 
von Hellens blev juris kandidat 1888 och sekreterare i Åbo domkapitel 1891. Då under ofärdsåren Åbo hovrätts medlemmar 1903 vägrade nedlägga ett väckt tjänsteåtal och med anledning av detta lagvidrigt avskedades, utnämndes von Hellens, som systemets man, till hovrättsråd och steg sedan snabbt i graderna, utsågs 1905 till vice lantmarskalk och i maj samma år till prokurator i Senaten. Efter nationalstrejken nödgades han i november samma år avgå och sysslade därefter med advokatverksamhet. Sedan olaglighetsregimen ånyo vunnit fotfäste, utnämndes han (som numera kallade sig Hirvikanta) 
1910 till vicepresident och 1911 till president i Åbo hovrätt. Hirvikanta blev samma år skjuten till döds i sin tambur av ett butiksbiträde av abnorm sinnesförfattning vid namn Forsström, som samtidigt tog sig själv av daga.